# Голицынский автобусный завод
Голицынский автобусный завод (ГолАЗ) — российское машиностроительное предприятие, основанное в 1990 году, находившееся в деревне Малые Вязёмы Одинцовского городского округа Московской области.
До 2014 года предприятие занималось производством автобусов междугороднего и туристического класса под брендами «ГолАЗ», Scania, Mercedes-Benz. В 2014 году компания прекратила существование, а производство автобусов перенесено на Ликинский автобусный завод со сменой обозначения моделей.  

## История
История Голицынского автобусного завода начинается с постройки предприятия для производства кроличьих клеток (находящийся рядом Голицынский опытный завод средств автоматизации изготавливает их до сих пор), законсервированного в 1987 году. После продолжительных переговоров был подписан протокол с фирмой Mercedes-Benz AG о намерениях по лицензионному производству в СССР больших междугородних и туристических автобусов на экспорт. Одновременно постановлением Правительства СССР было принято решение о производстве в Голицыно широкой гаммы автобусов различного назначения. В 1990 году приказом Министерства автомобильного и сельскохозяйственного машиностроения СССР № 117 строившийся для этого Голицынский автобусный завод (ГолАЗ) был выведен из состава ПО ЛиАЗ, но лишь в июле 1994 года были собраны первые лицензионные автобусы модели O303. В 1995 году завод приступил к серийному производству одиночных и сочленённых городских автобусов АКА-5225 и АКА-6226.
В 2000 году Голицынский автобусный завод вошёл в состав машиностроительного холдинга «РусПромАвто» (с 2006 года — «Группа ГАЗ»), объединяющего основных производителей автомобилей и автобусов в России.
Автобусы ГолАЗ неоднократно удостаивались медалей и почётных дипломов на российских выставках. Среди них модель ГолАЗ-4244, получившая звание «Лучший отечественный автобус 2002 года в России». В августе 2003 года ГолАЗ получил специальный приз за создание автобуса «Круиз».
В конце 2013 года предприятие производило четыре модели — междугородние автобусы ГолАЗ-ЛиАЗ-5256, ГолАЗ-5251 «Вояж», ГолАЗ-52911 «Круиз» и 15-метровый трёхосный ГолАЗ-6228 «Вояж L».
В 2014 году производство автобусов перенесено на Ликинский автобусный завод. На освободившейся промышленной площадке совместное предприятие «Русских машин» и «AGCO» («AGCO-RM») развернуло производство сельскохозяйственной техники (тракторов) под брендом «Massey Ferguson». Крупноузловая сборка тракторов серий MF-7000 и MF-8000 с уровнем локализации 10-15 % велась на мощностях ГолАЗа с 2011 года. В 2017 году в бывших помещениях завода была начата сборка тракторов модели Massey Ferguson 6713.

## Автобусы

### Средний класс
- ГолАЗ-4242 (1999—2002) — пригородный автобус капотной компоновки ГолАЗ-4242 с двумя двухстворчатыми дверями на шасси ЗИЛ-534332[8]. Сочетание аббревиатур производителей «ГолАЗ» и «ЗИЛ» послужило поводом для прозвища «Годзилла».
- ГолАЗ-4244 (2000-???) — автобус среднего класса на шасси Daewoo Avia[9][10].

### Большой класс
- ГолАЗ-АКА-5225 «Россиянин» (1995-???) — городской автобус, лицензионная версия Mercedes-Benz O 405[3].
- ГолАЗ-АКА-52251 — пригородный вариант ГолАЗ АКА-5225 (двухдверный).
- ГолАЗ-ЛиАЗ-5256 (2003—2014) — междугородний автобус большого класса на базе ЛиАЗ-5256[11].
- ГолАЗ-5291 «Круиз» (2003—2014) — междугородний/туристический автобус большого класса[12][13].
- ГолАЗ-5251 «Вояж» — междугородний автобус большого класса[12]. Серийное производство началось в первом полугодии 2011 года.
- ГолАЗ-525110 «Вояж» — междугородний автобус большого класса на шасси Scania[14]. Серийное производство началось в первом полугодии 2012 года.

### Особо большой класс
- ГолАЗ АКА-6226 «Россиянин» (1994—2002) — городской сочлененный автобус, лицензионная версия Mercedes-Benz O 405 G[3].
- ГолАЗ-6228 (2006—2008) — городской полунизкопольный трёхосный автобус особо большого класса[3].
- ГолАЗ-6228.10 (2008—2013) — междугородний автобус особо большого класса на базе ГолАЗ-6228[3][15].
- ГолАЗ-6228.10-11 «Вояж L» (2013) — модернизированная версия ГолАЗ-6228.10[16].

Автобусы ГолАЗ
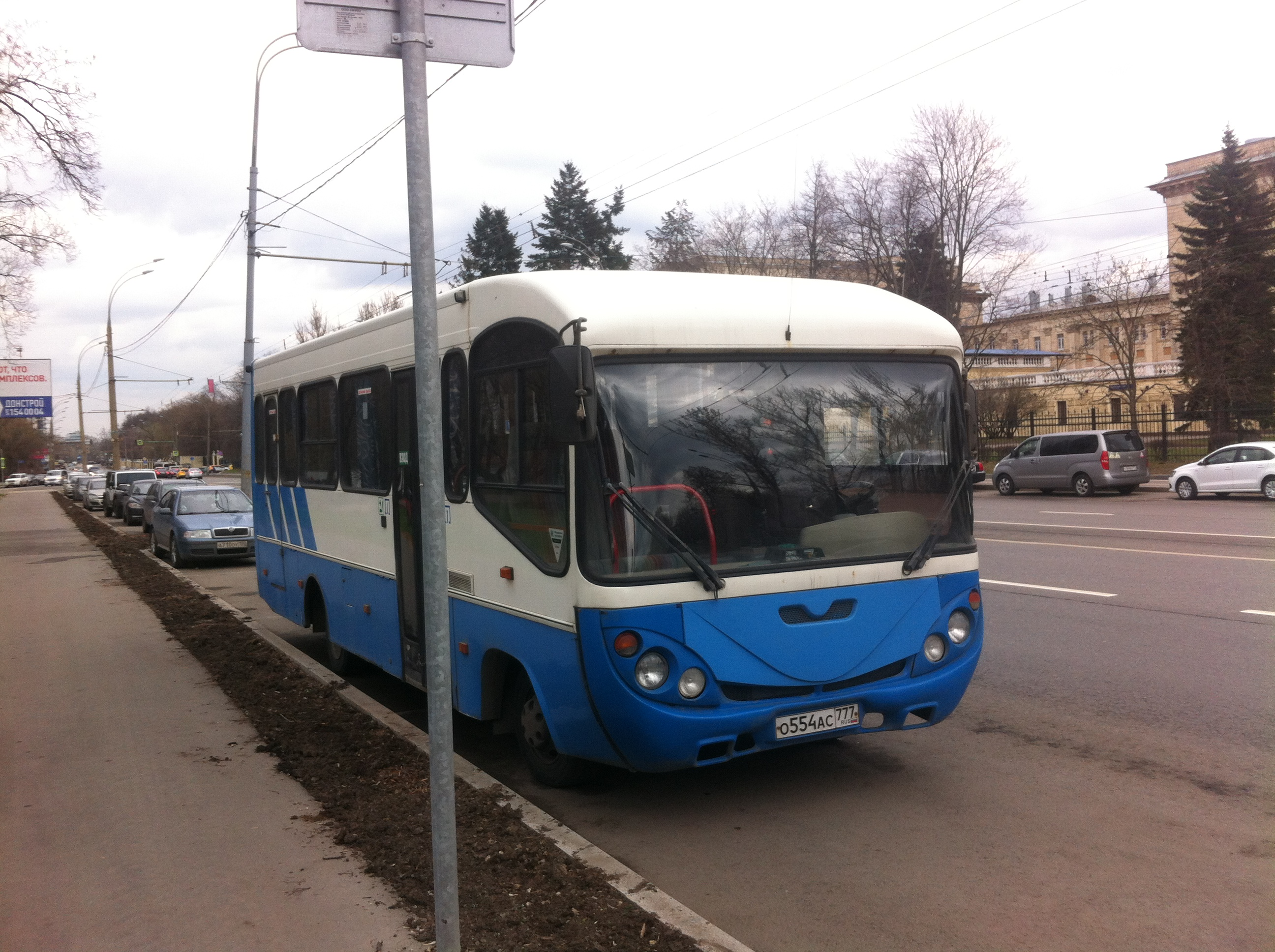
ГолАЗ-4244
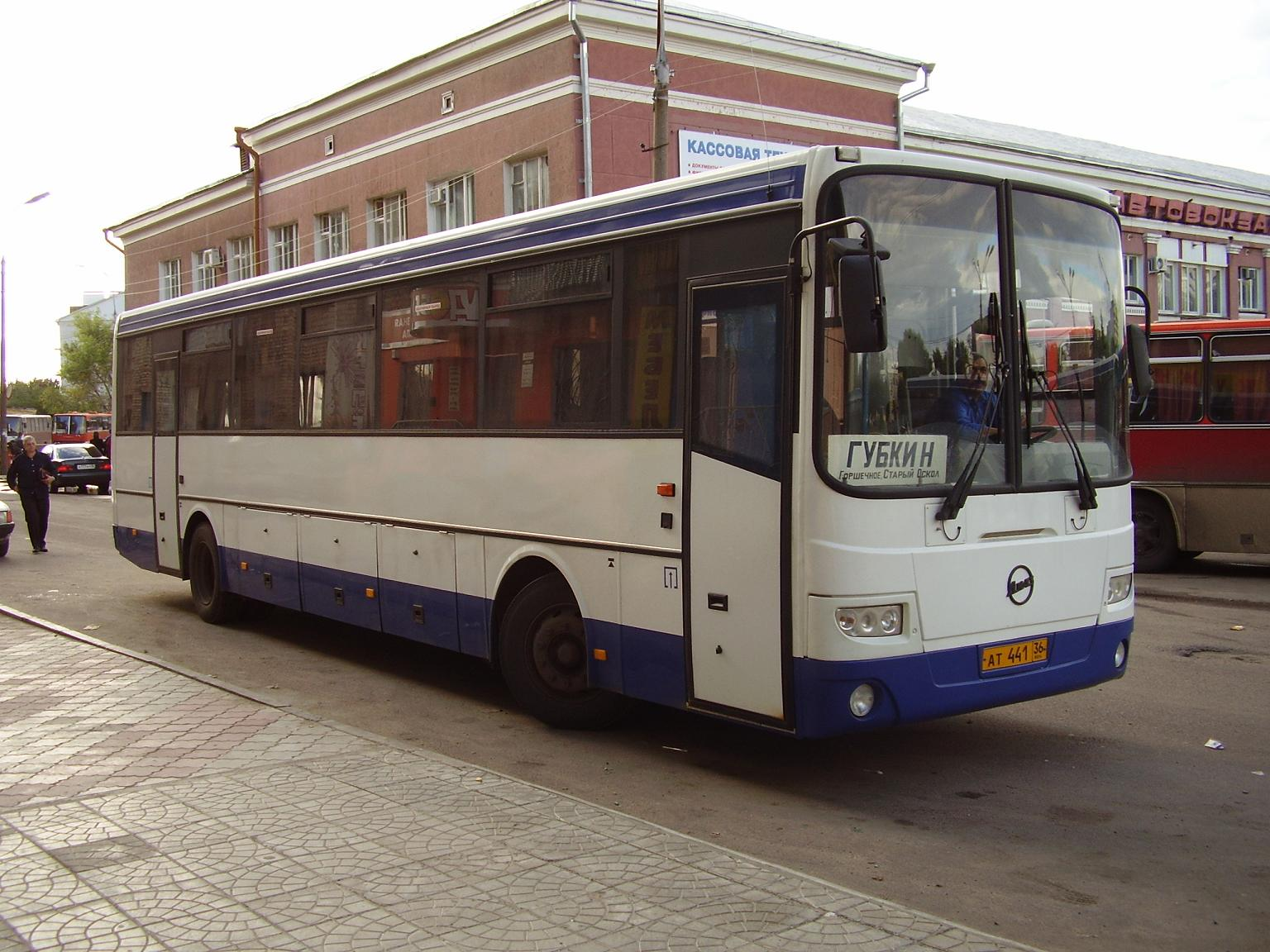
ГолАЗ-ЛиАЗ-5256 (2007 год)
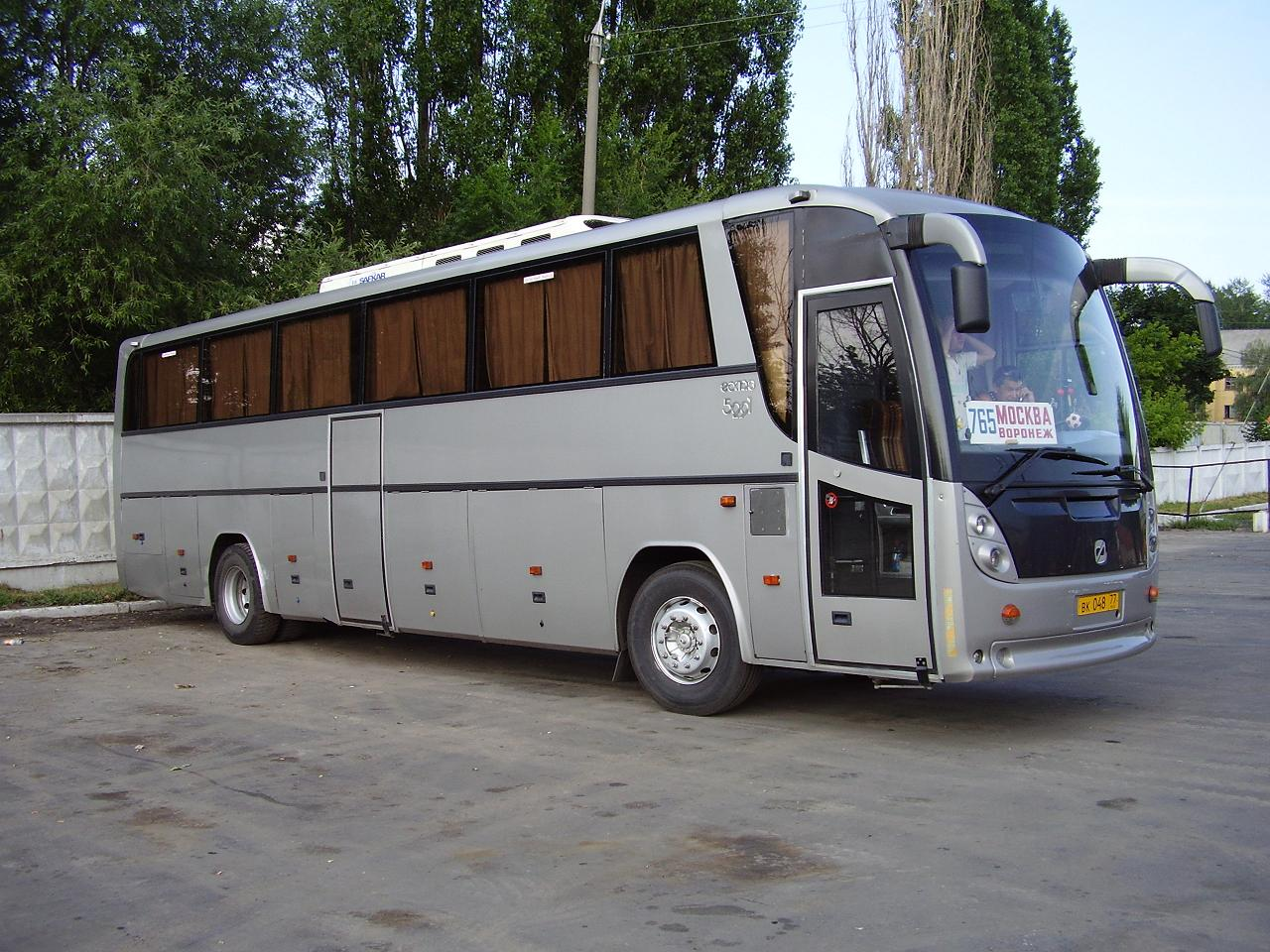
ГолАЗ-5291 «Круиз» в Воронеже (2006)
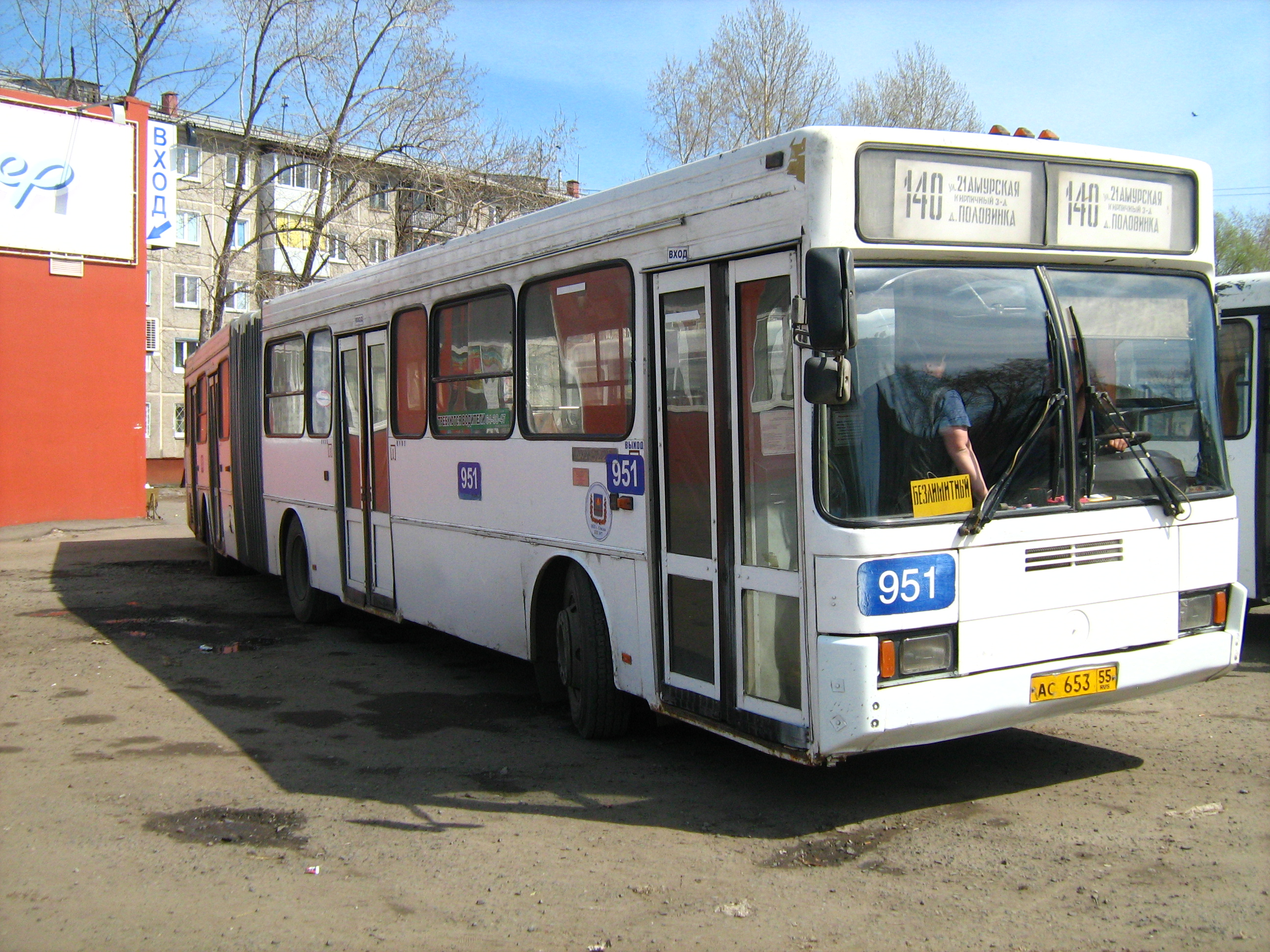
ГолАЗ АКА-6226
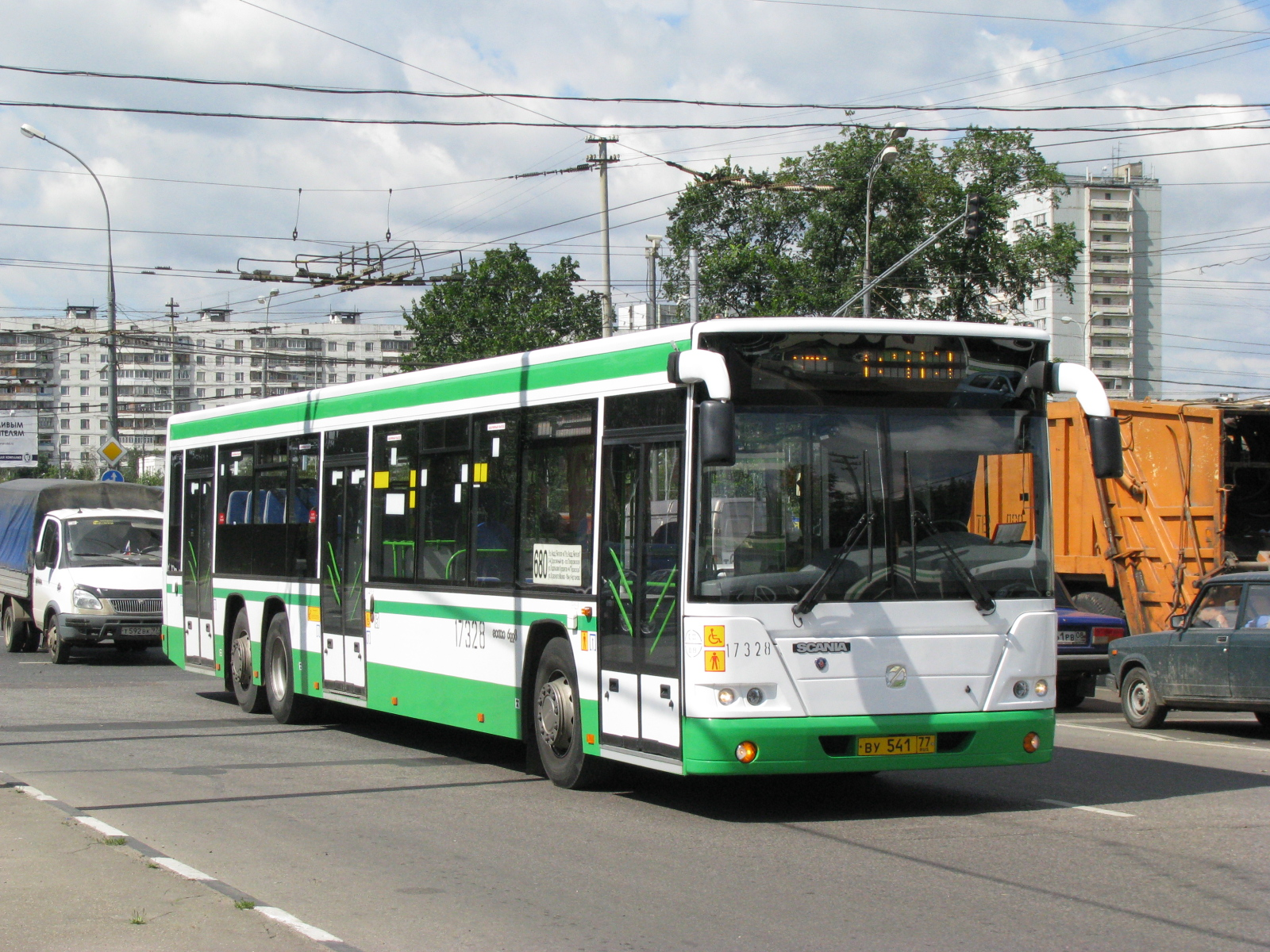
ГолАЗ-6228